# Les femmes accusent
Pour plus de détails, voir Fiche technique et Distribution.
Les femmes accusent (Le italiane e l'amore) est un film omnibus franco-italien sur le thème de la condition féminine sorti en 1961. Il est composé de onze segments (le douzième ayant été coupé au montage) de onze réalisateurs italiens différents : Gian Vittorio Baldi, Marco Ferreri, Giulio Macchi, Francesco Maselli, Lorenza Mazzetti, Gianfranco Mingozzi, Carlo Musso, Piero Nelli (it), Giulio Questi, Nelo Risi, Florestano Vancini.
Les intrigues des différents épisodes sont inspirés de témoignages collectés via le courrier des lectrices de journaux italiens et rassemblés par la journaliste Gabriella Parca dans son ouvrage Les Italiennes se confessent (Le italiane si confessano) paru en 1959 en Italie et en 1966 en France chez Gonthier d'après une traduction d'Henriette Valot. Le choix des témoignages adaptés dans le film a été fait par Cesare Zavattini.

## Les épisodes
Sauf indication contraire, les informations mentionnées dans cette section peuvent être confirmées par la base de données cinématographiques Unifrance,  présente dans la section « Liens externes ».
1. Les Filles-Mères (Ragazze madri) de Nelo Risi
2. Les Enfants (I bambini ou L'educazione sessuale dei figli) de Lorenza Mazzetti
3. Lo sfregio (ou La sfregiata) de Piero Nelli (it)
4. Les Adolescentes (Le adolescenti ou Le adolescenti e l'amore) de Francesco Maselli
5. Le Voyage de noces (Viaggio de nozze ou La prima notte) de Giulio Questi
6. La Morsure de la tarentule[3] (Le tarantate ou La vedova bianca ou La tarantolata) de Gianfranco Mingozzi
7. L'Adultère (Gli adulteri ou L'infedeltà coniugale) de Marco Ferreri
8. La Séparation légale (La separazione legale) de Florestano Vancini
9. Un couple (Un matrimonio ou Il matrimonio assurdo) de Carlo Musso
10. Il successo (ou La frenesia del successo) de Giulio Macchi
11. La Preuve d'amour[4] (La prova d'amore) de Gian Vittorio Baldi
12. Il prezzo dell'amore de Piero Nelli (it) (coupé au montage)

## Fiche technique
Sauf indication contraire, les informations mentionnées dans cette section peuvent être confirmées par la base de données cinématographiques IMDb,  présente dans la section « Liens externes ».
- Titre français : Les femmes accusent[5]
- Titre original : Le italiane e l'amore[6]
- Scénario : Cesare Zavattini, Baccio Bandini, Carlo Musso, Giulio Questi, Gabriella Parca d'après le recueil de témoignages Le italiane si confessano de Gabriella Parca
- Photographie : Leonida Barboni (La Preuve d'amour) ; Vittorugo Contino (Les Enfants) ; Alessandro D'Eva (Les Adolescentes, Les Filles-Mères, La Séparation légale) ; Marcello Gatti (La frenesia del successo, La sfregiata, Le Voyage de noces) ; Carlo Nebiolo (Un couple) ; Mauro Piccone (La Morsure de la tarentule) ; Luigi Zanni (Il prezzo del amore)
- Montage : Eraldo Da Roma
- Musique : Gianni Ferrio
- Production : Luigi Ceccarelli, Maleno Malenotti
- Sociétés de production : Magic Film, Pathé Consortium Cinéma
- Pays de production :  Italie -  France
- Langue de tournage : italien
- Format : Noir et blanc - 35 mm
- Durée : 110 minutes (1h50)
- Genre : Comédie sociale[5]
- Dates de sortie :
  - Italie : 22 décembre 1961 (Rome) ; 25 janvier 1962 (Milan) ; 3 février 1962 (Turin)
  - France : 27 mars 1963

## Distribution
Segment Les Filles-Mères (Ragazze madri)
- Lucia Gabrioli : La fille-mère
- Gaddo Treves (it) : Le psychologue

Segment Les Enfants (I bambini)
- Anna Brignole :

Segment Lo sfregio
- Maria Di Giuseppe : Maria
- Michele Stasino : Michele

Segment Les Adolescentes (Le adolescenti)
- Efi Kamper : Silvia
- Inger Milton : La mère de Silvia
- Consalvo Dell'Arti : Le père de Silvia
- Andrea Giordana : Mario

Segment Le Voyage de noces (Viaggio di nozze)
- Antonietta Caiazzo : La femme
- Mario Colli (it) : Ninì, le mari

Segment La Morsure de la tarentule (Le tarantate)
- Assuntina del Salento : La tatouée

Segment L'Adultère (Gli adulteri)
- Renza Volpi : La femme
- Silvio Lillo : Le mari
- Riccardo Fellini : Riccardo Rossini, l'amant de la femme
- Rosalba Neri : La secrétaire, la maîtresse du mari

Segment La Séparation légale (La separazione legale)
- Graziella Galvani : Luciana De Marchi
- Giuseppe Fina : Giorgio Carucci
- Pino Ferrara (it) : Andrea, l'avocat
- Leonardo Severini (it) : Le juge

Segment Un couple (Un matrimonio)
- José Greci : Le femme
- Roberto Miali : Le mari

Segment Il successo
- Tania Raggi : elle-même
- Fernanda Ricciardi : elle-même
- Laura Forest : Une aspirante actrice
- Elisabetta Velinski : Une aspirante actrice
- Adriana Giuffrè :

Segment La Preuve d'amour (La prova d'amore)
- Mariella Zanetti (it) : La jeune fille
- Michele Francis : Nicola, le jeune garçon
- Iva Zanicchi : La joueuse de maracas

Segment (coupé au montage) Il prezzo dell'amore
- Ida Galli (sous le nom d' « Evelyn Stewart »)
- Willi Colombini